# مرینداد د کوئستا-اوریا
مرینداد د کوئستا-اوریا (به اسپانیایی: Merindad de Cuesta Urria) یک شهرستان در اسپانیا است.